# 女滿別站

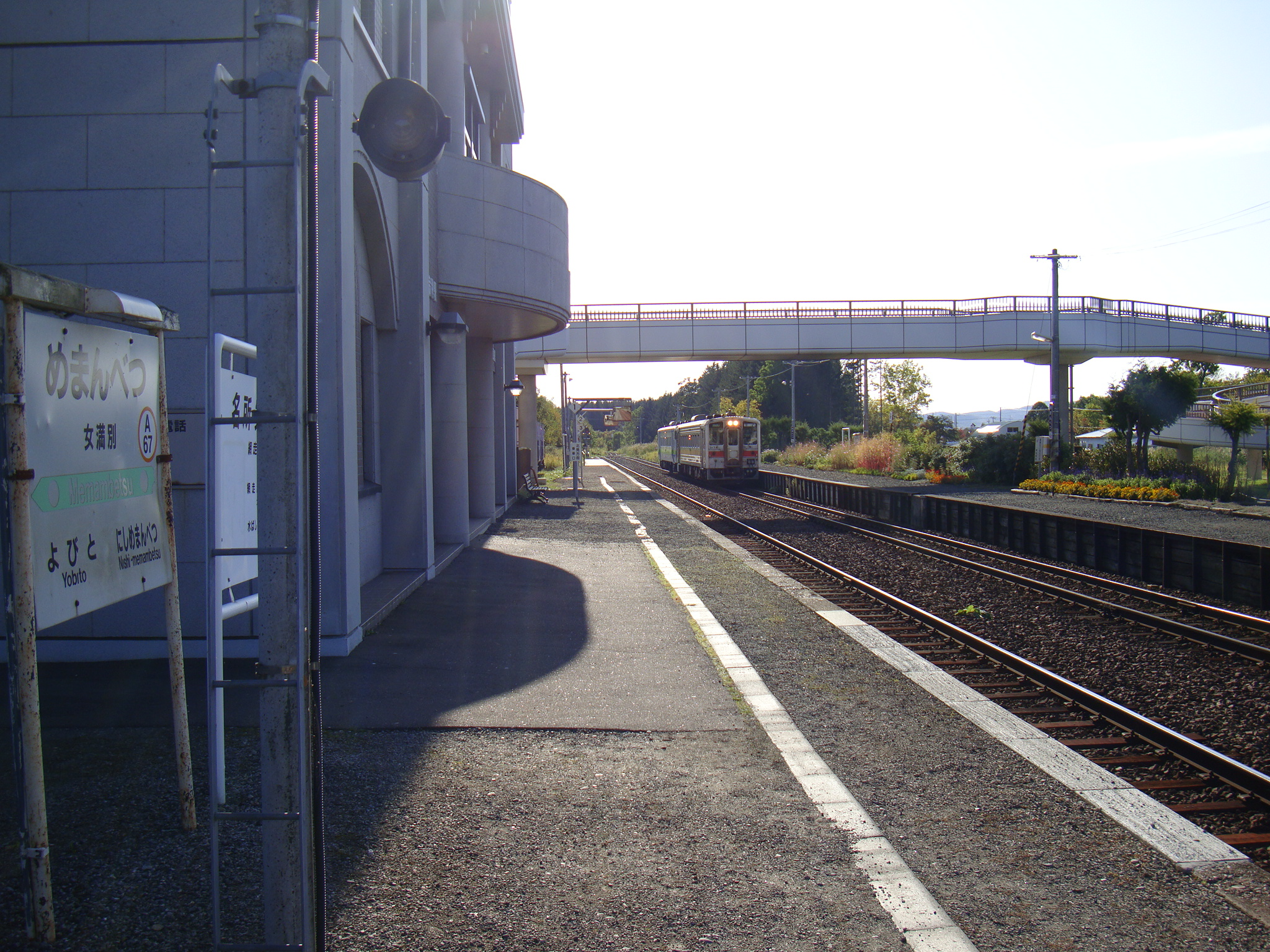
車站月台

女滿別車站（日语：／ Memambetsu eki */?）是位於北海道網走郡大空町女滿別本通1丁目的北海道旅客鐵道（JR北海道）石北本線的鐵路車站。包括特急「鄂霍次克」在內的所有列車都會在本車站停靠。車站編號為A67。電報略號為メマ。

## 歷史
- 1912年（大正元年）10月5日 - 作為國有鐵道車站開始營業，屬於一般車站。
- 1974年（昭和49年） - 設置架空道路。
- 1984年（昭和59年）2月1日 - 廢除貨物及行李處理。
- 1984年（昭和59年）11月10日 - 車站簡易委託化。
- 1987年（昭和62年）4月1日 - 國鐵分割民營化後，由JR北海道繼承。
- 1990年（平成2年） - 附設圖書館的新車站大樓興建完成。
- 1993年（平成5年）6月1日 - 廢除簡易委託，車站無人化。

## 車站構造
女滿別車站屬於2面2線、設置側式月台的地面車站。網走方向亦設有平交道。
為網走站管理的無人車站。車站大樓分別設有車站候車室（1樓）及大空町立女滿別圖書館（1樓至3樓）。而圖書館在晚上關閉時，候車室亦會同時關閉，因此需要使用建築物外的通道。

### 月台配置
| 月台 | 路線      | 方向 | 目的地                     |
| ---- | --------- | ---- | -------------------------- |
| 1    | ■石北本線 | 上行 | 北見、遠輕、旭川、札幌方向 |
| 2    | ■石北本線 | 下行 | 網走、知床斜里方向         |

## 車站周邊
- 國道39號
- 北海道道714號住吉女滿別停車場線
- 大空町役場（舊女滿別町役場）
- 網走警察署女滿別駐在所
- 女滿別郵政局（附設日本郵便網走分店女滿別配送據點）
- 網走信月金庫女滿別分店
- 女滿別町農業協同組合（JA女滿別）
- 網走湖女滿別湖畔
- 女滿別湖畔營地
- 女滿別溫泉
- 網走巴士「女滿別十字街」、Dreamint 鄂霍次克號「女滿別西街」車站（同一地點）

## 相鄰車站
北海道旅客鐵道（JR北海道）
■石北本線
- 特急「鄂霍茨克」、「大雪」停靠站

普通
美幌（A65）－（※）西女滿別（A66）－女滿別（A67）－呼人（A68）
（※）下行4677D通過西女滿別站。

## 外部連結
- （日語）JR北海道 – 女滿別車站（页面存档备份，存于）
- （日語）全驛參觀之旅（页面存档备份，存于）